# Nuria Oliver

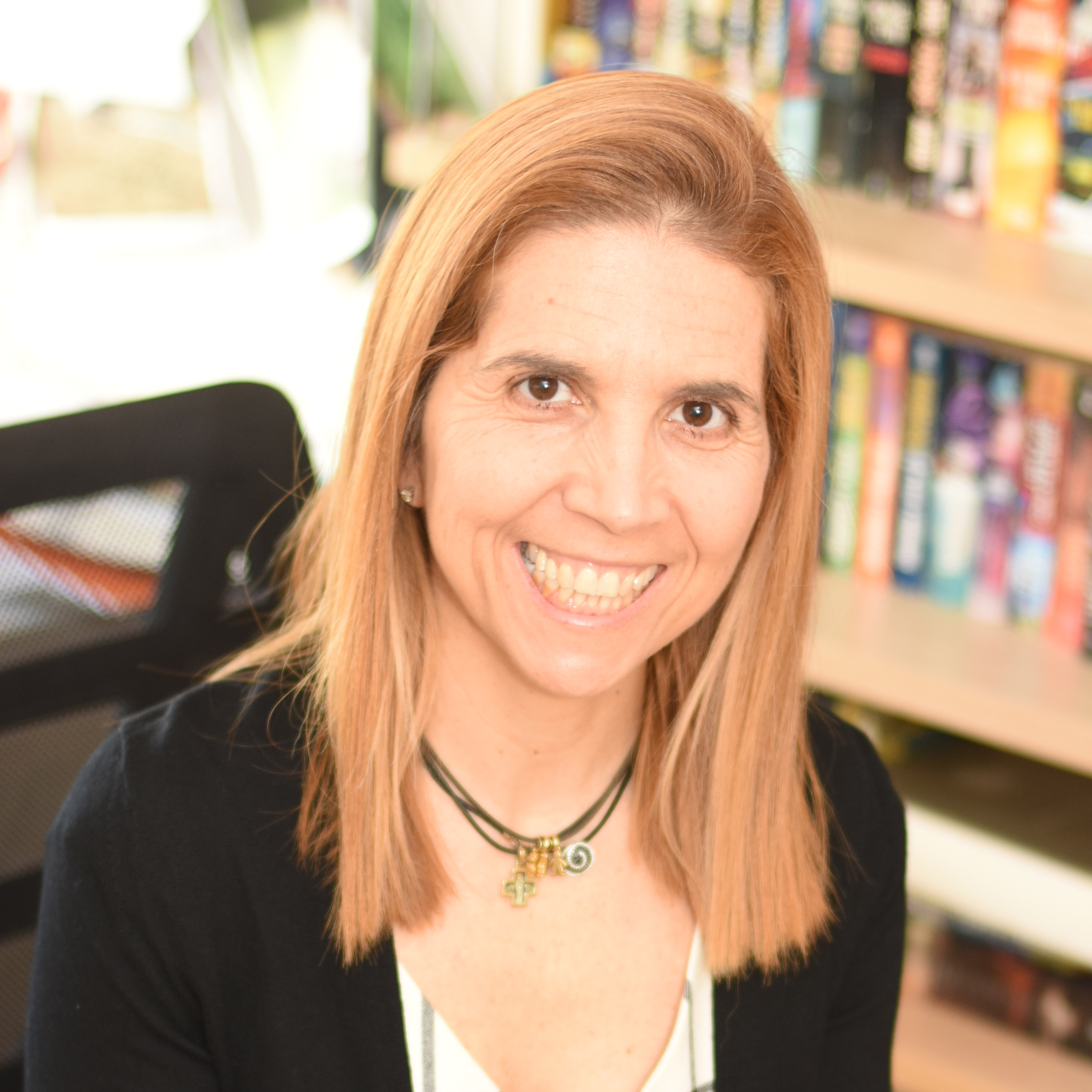
Nuria Oliver

Nuria Oliver (* 1970 in Alicante) ist eine spanische Informatikerin. Sie ist Chief Scientific Advisor am Vodafone Institute und Chief Data Scientist bei DataPop Alliance. Zuvor war sie Director of Data Science Research bei Vodafone, Scientific Director bei Telefónica und Forscher bei Microsoft Research. Sie hat einen Doktortitel vom Media Lab am MIT, und ist IEEE Fellow, ACM Fellow und Mitglied der spanischen königliche Ingenieurakademie. 2018 wurde sie zum Mitglied der Academia Europaea gewählt. Sie ist eine der meistzitierten Informatikerinnen in Spanien. Ihre Forschungsergebnisse wurden von mehr als 13.700 Publikationen zitiert. Sie ist bekannt für ihre Arbeit in den Bereichen Computermodelle des menschlichen Verhaltens, Mensch-Computer-Interaktion, Mobile Computing und Big Data für soziale Zwecke.